# Pavonia schininii
Pavonia schininii är en malvaväxtart som beskrevs av A. Krapovickas, C.L. Cristóbal. Pavonia schininii ingår i släktet påfågelsmalvor, och familjen malvaväxter. Inga underarter finns listade i Catalogue of Life.